# Min fars krig
Min fars krig er en anmelderrost dokudrama-serie på 3 afsnit på DR1, der fortæller historien om pigen Dorthe Emilie Røssell og hendes far Georg Christiansen under besættelsen. Christiansen var modstandsmand, og involveret i våbendistribution og transport af danske jøder over Øresund til Sverige indtil 1944, hvor han blev anholdt og senere tortureret af den danske gestapo-mand Ib Birkedal Hansen. Efter en omstødt dødsdom endte Christiansen først i Frøslevlejren og senere KZ-lejren Neuengamme.
Serien indeholder store dele dramatiseringer med skuespillerne Søren Vejby i hovedrollen som Georg Christiansen, Marie Askehave som hans kone Asta og Nicolai Dahl Hamilton som Birkedal Hansen. Serien er baseret på Røssells erindringer og Peter Øvig Knudsens biografi om Birkedal.

## Modtagelse
Ved premieren fik serien stor ros, blandt andet af Berlingske, som gav 6 stjerner og opfordrede alle danskere til at se serien.
 Jyllands-Posten skrev "Erindringen og den personlige forankring gør ”Min fars krig” til et særdeles nærværende stykke tv-dramatik". Kristeligt Dagblad, Politiken og Filmmagasinet Ekko roste seriens skuespil og historie.